# Pozoamargo
Pozoamargo è un comune spagnolo di 311 abitanti situato nella comunità autonoma di Castiglia-La Mancia.